# Fīleh Varīn
Fīleh Varīn (persiska: پيلِهوَرين, پيلِه وَردين, فيله ورين, فيلِهوَرين, فيلِه وَردين, Pīlehvarīn) är en ort i Iran.   Den ligger i provinsen Qazvin, i den nordvästra delen av landet, 210 km väster om huvudstaden Teheran. Fīleh Varīn ligger 1 495 meter över havet och antalet invånare är 157.
Terrängen runt Fīleh Varīn är huvudsakligen kuperad, men västerut är den bergig. Fīleh Varīn ligger nere i en dal. Runt Fīleh Varīn är det ganska tätbefolkat, med 80 invånare per kvadratkilometer. Närmaste större samhälle är Alvand, 12,8 km sydväst om Fīleh Varīn. Trakten runt Fīleh Varīn består i huvudsak av gräsmarker.